# Levan Gokieli
Levan Gokieli (georgià: ლევან გოკიელი)  (Kutaissi, 20 de novembre de 1901 (Julià) - Tbilisi, 3 de gener de 1975) va ser un matemàtic soviètic.
Gokieli va néixer a Kutaissi, en una família fortament involucrada en la vida local. Des de 1919, va estudiar matemàtiques a la Universitat Estatal de Tbilisi, graduant-se el 1924. Va ser nomenat assistent a la Universitat Estatal de Tbilisi l'any següent i el 1936 va ser ascendit a professor titulat. També va ser escollit membre de l'Institut de Matemàtiques de l'Acadèmia Georgiana de Ciències el 1935. Els seus principals treballs van ser en lògica matemàtica, teoria de conjunts, història i filosofia de les matemàtiques. Va ser un dels primers estudiosos en editar i comentar les manuscrits matemàtics de Karl Marx (1947). El 1961 va ser molt actiu en la reconstrucció de la Societat Georgiana de Matemàtiques (que havia estat inactiva des de la mort d'Andrea Razmadze el 1929) i en va ser president des de 1966 fins a 1970, després de la presidència de Victor Kupradze.